# Млади вукодлак
Млади вукодлак (енгл. Teen Wolf) амерички је љубавни, фантастични и хумористички филм из 1985. године. Редитељ филма је Род Данијел, а сценаристи Џеф Леб и Метју Вајсман. Мајкл Џеј Фокс глуми насловног лика, средњошколца чији се обичан живот промени када открије да је вукодлак. Споредне улоге глуме: Џејмс Хемптон, Скот Полин, Сузан Урсити, Џери Левин, Мет Адлер и Џеј Тарсес. Сниман је од новембра до децембра 1984. године.
Atlantic Releasing Corporation је објавио филм 23. августа 1985. године. Добио је помешане критике, али је остварио комерцијални успех, зарадивши 80 милиона долара наспрам биџета од 1,2 милиона долара. Због свог успеха, филм је изнедрио адаптацију анимиране серије из 1986. и наставак из 1987. године у којем су Хемптон и Марк Холтон били једини чланови глумачке екипе који су поновили своје улоге. Млади вукодлак је утицао на истоимену мистично-драмску телевизијску серију коју је емитовао MTV од 2011. до 2017. године.

## Радња
Скот је млади дечко који се налази у губитничком кошаркашком тиму. Очајнички жели освојити девојку која излази са насилником из супарничког тима. Сви ће се Скотови снови остварити када схвати да живи у породици вукодлака и да се може трансформирати у вука кад год пожели. Скот ће искористити све своје моћи како би постао популаран, довео тим на прво место и освојио девојку снова.

## Улоге
| Глумац         | Улога          |
| -------------- | -------------- |
| Мајкл Џеј Фокс | Скот Хауард    |
| Џејмс Хемптон  | Харолд Хауард  |
| Сузан Урсити   | Буф            |
| Џери Левин     | Стајлс         |
| Мет Адлер      | Луис           |
| Лори Грифин    | Памела         |
| Џим Макрел     | господин Торн  |
| Марк Арнолд    | Мик            |
| Џеј Тарсес     | тренер Финсток |
| Марк Холтон    | Чаби           |
| Скот Полин     | Кирк Лоли      |